# Гражданский иск (фильм)
«Гражданский иск» (англ. A Civil Action) — фильм режиссёра Стивена Заилляна 1998 года с Джоном Траволтой в главной роли, по книге Джонатана Харра. И книга, и фильм, основаны на реальных событиях — они рассказывают о деле «Андерсен против Cryovac» и влиянии, которое оно оказало на судьбу адвоката. Две номинации на премию «Оскар».

## Сюжет
Преуспевающий и стремящийся к успеху адвокат Ян Шлихтманн (Джон Траволта), сталкивается в своей практике с проблемой утилизации техногенных отходов от деятельности крупной фирмы и их влияния на экологию небольшого города Уоберна (Массачусетс), где в семьях горожан по непонятной причине умирают дети. Жители Уоберна просят Яна и его небольшое адвокатское бюро принять юридические меры против виновных. После первоначального отказа от, казалось бы, невыгодного дела, Ян находит серьёзную экологическую проблему, связанную с загрязнением грунтовых вод, которая имеет большой правовой потенциал, и понимает, что местные кожевенные заводы могут быть ответственны за несколько смертельных случаев лейкемии. Ян решает выступить против двух гигантских корпораций, которые владеют кожевенными заводами — Beatrice Foods и W. R. Grace and Company, думая, что дело может заработать ему миллионы и повысить репутацию его фирмы.
Подавая коллективный иск в федеральный суд, Ян представляет семьи, которые требуют извинений и очистки загрязнённых территорий. Однако дело развивается своей собственной жизнью и берет на себя жизнь Яна и его фирмы. Адвокатов корпораций нелегко запугать, судья Скиннер выносит ключевое решение против истцов, и вскоре Ян и его партнеры оказываются в положении, когда их профессиональное и финансовое выживание зависит от исхода дела. Ян упорно отказывается от предложений урегулирования, постепенно приходя к убеждению, что дело не только в деньгах. Он позволяет своей гордости взять верх, выдвигая возмутительные требования и решая, что он должен победить любой ценой. Давление берёт свое, Ян и его партнеры глубоко влезают в долги.
После длительного судебного разбирательства, дело прекращено в пользу Beatrice Foods, после января отклонил предложение в размере 20 миллионов долларов от адвоката Beatrice Foods Джерри Фетчер (Роберт Дюваль) во время обсуждения жюри. Истцы вынуждены принять урегулирование с W. R. Grace, которое едва покрывает расходы, связанные с рассмотрением дела, оставляя Яна и его партнеров разоренными. Семьи глубоко разочарованы, и партнеры Яна распускают своё бюро, фактически закрывая фирму.
Ян оказывается один, живёт в маленькой квартире и ведёт небольшую юридическую практику. Ему удается найти последнего ключевого свидетеля по делу, но не хватает ресурсов и мужества, чтобы обжаловать приговор. Ян подаёт на личное банкротство, и документы по делу уходят в архив. Агентство по охране окружающей среды США, основываясь на результатах работы Яна и его коллег по этому делу, позже подала свой собственный судебный иск против Beatrice Foods и W. R. Grace and Company, заставив их заплатить миллионы, чтобы очистить землю и грунтовые воды. Яну требуется несколько лет, чтобы выплатить все долги, и теперь он практикует экологическое право в Нью-Джерси.

## В ролях
- Джон Траволта — адвокат Ян Шлихтманн[англ.]
- Роберт Дюваль — адвокат Джером Фэчер
- Уильям Мэйси — финансовый советник Джеймс Гордон
- Тони Шалуб — адвокат Кевин Конвэй
- Желько Иванек — адвокат Билл Кроули
- Брюс Норрис[англ.] — адвокат Уильям Чизмэн
- Дэн Хедайя — Джон Райли
- Джеймс Гандольфини — Эл Лав
- Стивен Фрай — доктор Джордж Пиндер
- Джон Литгоу — судья Уолтер Дж. Скиннер
- Сидни Поллак — Эл Юстас
- Кэтлин Куинлан — Энн Андерсон
- Питер Джекобсон — Нил Джейкобс
- Мэри Мара — Кэти Бойер

## Музыка
Автором музыкальной темы к фильму является Дэниел Эльфман.

## Награды и номинации
- 1999 — две номинации на премию «Оскар»: лучшая мужская роль второго плана (Роберт Дюваль), лучшая операторская работа (Конрад Л. Холл)
- 1999 — номинация на премию «Золотой глобус» за лучшую мужскую роль второго плана (Роберт Дюваль)
- 1999 — номинация на премию «Спутник» за лучшую мужскую роль второго плана — драма (Роберт Дюваль)
- 1999 — премия Гильдии киноактёров США за лучшую мужскую роль второго плана (Роберт Дюваль)
- 1999 — номинация на премию Гильдии сценаристов США за лучший адаптированный сценарий (Стивен Заиллян)